# Oringe

Oringe är en halvö vid Vordingborg på södra Själland i Danmark.
Oringe används även som benämning på det sinnessjukhus som uppfördes där 1857 efter ritningar av arkitekten Michael Gottlieb Bindesbøll.  Det officiella namnet var då Helbredelsesanstalten for Sindssyge ved Vordingborg och hade ursprungligen plats för 120 patienter. Namnet ändrades 1939 till Sindssygehospitalet, 1959 till Statshospitalet och 1976 till Amtshospitalet. I mitten av 1900-talet fanns 900 platser på Oringe och personalen uppgick till 550 personer. Idag är huvuddelen av verksamheten nedlagd; sedan 2006 har Psykiatrien Vordingborg en avdelning för 90 patienter där. Där finns även ett psykiatrimuseum som drivs av Museumsforeningen Oringe.